# Antonio Soto Sánchez
Antonio Soto Sánchez (Tumbiscatío, Michoacán; 12 de junio de 1964). Es un político mexicano, fue miembro fundador del Partido de la Partido de la Revolución Democrática, fue senador, diputado federal y diputado federal en dos ocasiones, así como secretario de estado en Michoacán.
Es licenciado en Administración Pública y Ciencias Políticas, además, tiene una maestría en Administración Pública, fue presidente municipal de Tumbiscatío de 1990 a 1992, diputado local del Congreso de Michoacán de 1992 a 1995, presidente estatal del PRD en Michoacán de 1996 a 1999 y diputado federal a la LVII Legislatura de 1997 a 2000, año en que fue elegido senador por Lista Nacional de las Legislaturas LVIII y LIX periodo que culminó en 2006 y este último año fue elegido diputado federal por el I Distrito Electoral Federal de Michoacán a la LX Legislatura cargo que finalizará en 2009. En su experiencia gubernamental; se desempeñó como Secretario de Desarrollo Económico de Michoacán del 2015 al 2017, en un relevo institucional fue nombrado Coordinador de Asesores del Gobernador en el 2017, para el año 2018 fue titular de la Secretaría de Desarrollo Social y Humano, en el 2019 dejó el cargo para desempeñarse como Diputado local de la LXXIV Legislatura de Michoacán, actualmente funge como Coordinador de Asesores del Gobernador Alfredo Ramírez Bedolla cargo al que llegó en el año 2023.
En 2007 anunció su intención de contender por la candidatura de su partido a Gobernador de Michoacán, sin embargo el 17 de mayo del mismo año anunció el retiro de su precandidatura.
Tiene tres hijas llamadas: Ilse Lisbet, Laura Ibet y Yunuen.